# Komtoèga-Peulh
Pour les articles homonymes, voir Komtoèga.
Ne doit pas être confondu avec Komtoèga (Komtoèga).
Komtoèga-Peulh est une localité située dans le département de Komtoèga de la province du Boulgou dans la région Centre-Est au Burkina Faso.

## Santé et éducation
Le centre de soins le plus proche de Komtoèga-Peulh est le centre de santé et de promotion sociale (CSPS) de Komtoèga tandis que le centre médical avec antenne chirurgicale (CMA) se trouve à Garango.